# (4545) Primolevi
(4545) Primolevi – planetoida z pasa głównego asteroid okrążająca Słońce w ciągu 5 lat i 212 dni w średniej odległości 3,15 j.a. Została odkryta 28 września 1989 roku w Europejskim Obserwatorium Południwoym przez Henriego Debehogne. Nazwa planetoidy pochodzi od Primo Leviego (1919-1987), włoskiego chemika i pisarza. Została ona zasugerowana przez M. Di Martino i P. Bianucciego. Przed jej nadaniem planetoida nosiła oznaczenie tymczasowe (4545) 1989 SB11.